# 皇家直布羅陀警察
皇家直布羅陀警察（Royal Gibraltar Police，縮寫 RGP），是現時英國海外領地直布羅陀內，和直布羅陀海關一起擔負民事執法職能的機關。她也是在英聯邦地區中繼英國以後最古老的警察隊。
前身為1830年成立的直布羅陀警察，當時倫敦警務處創立了九個月以後；倫敦警務處創始人羅伯特·皮爾爵士將他的警官調到直布羅陀，建立直布羅陀警隊的雛形，直至一九九二年，警隊受英女皇伊麗莎白二世冊封，成為現時的「皇家直布羅陀警察隊」。

## 人員編制及部署
當地被稱為「RGP」的皇家直布羅陀警隊，其警力目前超過220人，他們被劃分到各個部門進行服務，這些部門如下：
- 刑事偵緝處
- 緝毒隊
- 政治部
- 攻擊組（英语：Firearms Unit）
- 鑑證專員
- 交通部
- 水警科（英语：Marine Section）
- 行動司（英语：Operations Division）
- 社區服務組

另外，從警隊成立到1999年聖約翰救傷隊接手以前，直布羅陀警隊一直都是境內唯一緊急救護服務的機關，其緊急救護服務的人手也是從行動司中調配。而90年代初期以前，警隊也負責所有口岸的移民及入境工作。
至於皇家警隊總部的前身，是設於120號的愛爾蘭鎮，但現已遷至樂思雅路的新慕樓辦公。

## 歷任處長
- 1830 莫含理（H. Morgan）
- 1859 岩仕堂（C. Armstrong）
- 1870 施浩年（G.F. Stohelin）
- 1875 白理雅（S. Blair）
- 1882 高德超（W.F. Cottrell）
- 1883 薛義（W. Seed）
- 1895 班禮治（J.L. Bennet）
- 1911 高德倫（J. Cochrane）
- 1927 顧樂知（W.S. Gulloch）
- 1937 高偉榮（D.S. Gowing）
- 1953 艾巴朗（A.L. Abraham MVO.）
- 1960 岳雲（P.G. Owen）
- 1962 夏里農（L. Hannon MBE.）
- 1968 白錦雀（J.D.O. Bird QPM.）
- 1975 高國棟（R.B. Gordon QPM.）
- 1975 衛廉時（R.S. Williams）
- 1984 莫禮諾（Joseph C. Morello CPM.）
- 1987 嘉里柏（Joseph L. Canepa CPM.）
- 1997 紀仕榆（Alan J. Castree QPM）
- 2001 柯造時（Joseph Ullger QPM.）
- 2006 時永刻（Louis Wink, OBE, CPM ）
- 2012 容愛華（Edward Yome CPM）
- 2018 麥僑恩(Ian McGrail)

## 延伸
- 直布羅陀警備警察（英语：Gibraltar Defence Police）
- 直布羅陀司法（英语：Law of Gibraltar）